# Nadvirna
Nadvirna (în ucraineană Надвірна) sau Nadvorna este orașul raional de reședință al raionului Nadvirna din regiunea Ivano-Frankivsk, Ucraina. În afara localității principale, nu cuprinde și alte sate.Orașul este amplasat pe malul drept al râului Bistrița Nadvorneană, la poalele Carpaților Ucraineni. Este divizat în două părți de cursul râului Strâmba, afluent al râului Vorona. Pe malul stâng al râului Bistriții Nadvornene se ridică doi munți - Horodiște și Sânca.

## Demografie
Componența lingvistică a orașului Nadvirna
     Ucraineană (95,02%)
     Rusă (3,17%)
     Alte limbi (0,16%)
Conform recensământului din 2001, majoritatea populației orașului Nadvirna era vorbitoare de ucraineană (95,02%), existând în minoritate și vorbitori de rusă (3,17%).